# 쇼치쿠의 영화 목록
쇼치쿠의 영화 작품 목록은 일본의 영화사 쇼치쿠가 제작 또는 배급한 영화 목록이다.

## 주요 작품
- 1940년대
  - 만춘
- 1950년대
  - 24개의 눈동자
  - 동경 이야기
- 1970년대
  - 행복의 노란 손수건
- 1980년대
  - 기동전사 건담 (쇼치쿠 첫 장편 애니메이션)
  - 전학생
  - 기동전사 건담 역습의 샤아
  - 그 남자, 흉폭하다
- 1990년대
  - 소나티네
  - 슛!
  - 우나기
  - 신주쿠 소년탐정단
  - 고하토
- 2000년대
  - 황혼의 사무라이
  - 자토이치
  - 연애사진
  - 피와 뼈
  - 태양의 노래
  - 출구 없는 바다
  - 무사의 체통
  - 오다기리 조의 도쿄 타워
  - 피아노의 숲
  - 대일본인
  - 자학의 시
  - 굿바이
- 2010년
  - 남동생
  - 슈얼리 섬데이
  - 철로
  - 무사의 가계부
  - BECK
  - 고스트: 보이지 않는 사랑(파라마운트 픽처스와 공동 배급)
  - 야지마 미용실 더 무비
- 2011년
  - 매일 엄마
  - 8일째 매미
  - 칼집 사무라이
  - 여기는 잘나가는 파출소
  - 세컨드 버진
  - 할복
  - 고독사
  - 영화 케이온
- 2014년
  - 종이 달
- 2017년
  - 마음에 부는 바람